# COMMAND.COM

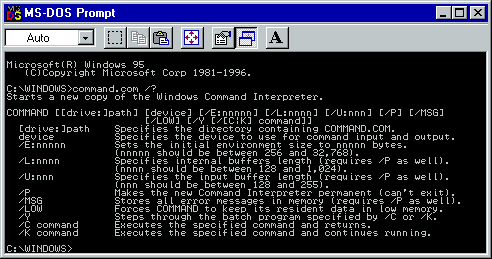
COMMAND.COM uruchomiony w wierszu poleceń w Windows 95 (Tryb MS-DOS)

COMMAND.COM – domyślna powłoka systemu MS-DOS, a jednocześnie interpreter poleceń systemu Windows do wersji Millennium Edition. Przetwarza on polecenia wpisane po znaku zachęty (ang. command prompt; zwykle w postaci C:\> lub C>) i zgodnie z nimi wykonuje odpowiednie zadania, korzystając z możliwości dostępnych w systemie MS-DOS. 
Po wpisaniu przez użytkownika dowolnego ciągu znaków i naciśnięciu klawisza ↵ Enter sterowanie przejmuje rezydujący w pamięci command.com. Rozpoczyna on interpretację wpisanego ciągu, sprawdzając, czy jest to polecenie wewnętrzne (np. CLS, TYPE, ECHO, PROMPT, IF, FOR itd.), czy polecenie uruchomienia programu zewnętrznego (np. FORMAT.COM, EDIT.COM). Pliki programów zewnętrznych są wyszukiwane przez system w folderach określonych w zmiennej środowiskowej PATH, najczęściej zdefiniowanej w pliku AUTOEXEC.BAT. Domyślną ścieżką w zmiennej PATH jest katalog systemowy DOS lub WINDOWS. Gdy wprowadzone polecenie nie zostanie rozpoznane poprawnie, COMMAND.COM wyświetli stosowny komunikat:
- Złe polecenie lub nazwa pliku – w systemach DOS/Windows 9x
- Nazwa '<nazwa_polecenia>' nie jest rozpoznawana jako polecenie wewnętrzne lub zewnętrzne, program wykonywalny lub plik wsadowy. – w systemach z rodziny Windows NT

Interpreter COMMAND.COM może pracować w dwóch trybach – konwersacyjnym (interakcyjnym) lub wsadowym. Tryb wsadowy polega na zinterpretowaniu i wykonaniu podanego pliku wsadowego .bat, będącego ciągiem poleceń systemu MS-DOS, czyli skryptem. W tym trybie interpreter poleceń pozwala na większą elastyczność i korzystanie z większej liczby poleceń wewnętrznych. Przykładem pliku wsadowego jest właśnie plik AUTOEXEC.BAT.
Program dostępny jest także w systemach z rodziny Windows NT, jednak wyłącznie w celu zachowania kompatybilności ze starszymi, 16-bitowymi aplikacjami (jako część NTVDM). W 32-bitowej wersji systemu Windows 10 dostęp do interpretera wymaga wcześniejszej instalacji komponentu NTVDM.
Nazwa pliku command.com wykorzystywana była również w pochodnym od MS-DOS systemie operacyjnym Disk Control Program, autorstwa nieistniejącego obecnie niemieckiego przedsiębiorstwa Robotron.